# دانشگاه بریگم یانگ
دانشگاه بریگِم یانگ (به انگلیسی: Brigham Young University) (مخفف انگلیسی: BYU) یک دانشگاه تحقیقاتی خصوصی در پروو واقع در ایالت یوتا آمریکا است که در سال ۱۸۷۵ میلادی بنیان‌گذاری شده‌است. این دانشگاه در مالکیت و بهره‌برداری کلیسای عیسی مسیح مقدسین آخرالزمان است و بدون درنظر گرفتن دانشجویان آنلاین، با ۲۹٬۶۷۲ دانشجو بزرگ‌ترین دانشگاه مذهبی و سومین دانشگاه بزرگ خصوصی در ایالات متحدهٔ آمریکا است. بیش از ۹۹ درصد جمعیت دانشجوییِ این دانشگاه اعضای کلیسای عیسی مسیح مقدسین آخرالزمان و بیش از یک‌سوم دانشجویان آمریکایی آن اهل ایالت یوتا هستند.
در سال ۱۹۸۹ میلادی، دانشگاه بریگم یانگ، که متعلق به کلیسای مورمون است، شعبهٔ خارجی خود را بر روی کوه اسکوپوس در اورشلیم اسرائیل، افتتاح کرد.

## امور آکادمیک

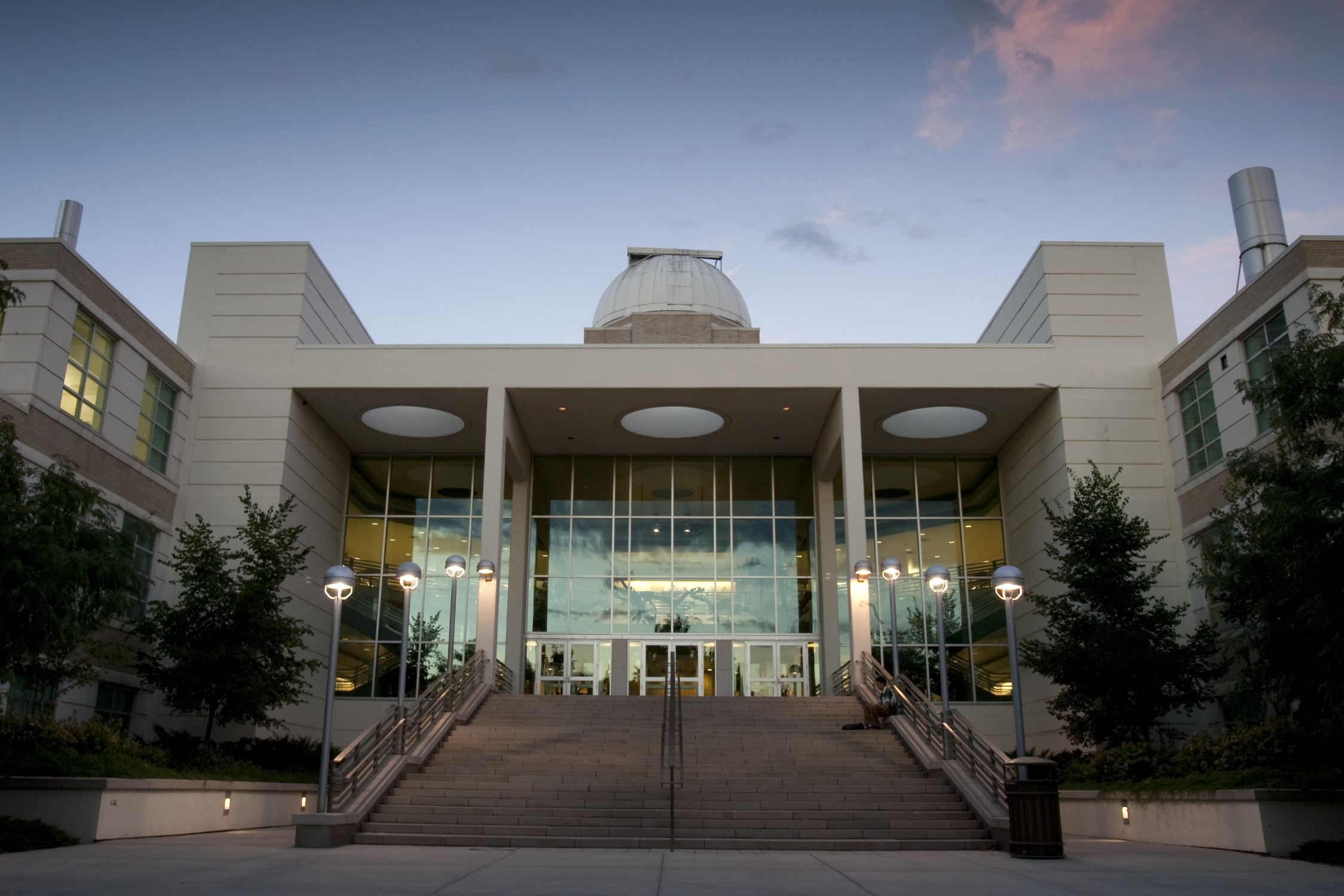
مرکز علمی ایرینگ در دانشگاه بریگهام یانگ.

در ۱۹۹۲ دانشگاه پیش‌نویس جدیدی در خصوص آزادی دانشگاهی تدوین کرد که بیان می‌کرد محدودیت‌هایی بر اظهارنظرهای دانشجویان یا در عموم که (۱) به‌جای تحلیل یا بحثِ دکترین یا سیاست بنیادین کلیسا، آن را نقض یا با آن مخالفت کند؛ (۲) عمداً کلیسا یا رهبران اصلی‌اش را مورد حمله قرار داده یا مسخره کند؛ یا (۳) میثاق افتخار دانشگاه را به‌دلیل نادرست بودن، غیرقانونی بودن، بی‌عفتی، بی‌حرمتی، یا بیش از حد بی‌احترامی به دیگران زیر پا بگذارد قرار داده می‌شود.» این محدودیت‌ها منجر به برخی مجادلات شد، زیرا چندین استاد، طبق قانون جدید، مورد تنبیه انضباطی قرار گرفتند. انجمن استادان دانشگاهیِ آمریکا ادعا کرد «این محدودیت‌های نقض آزادی دانشگاهی به‌طرز دردآوری رایج است و وضع آزادی دانشگاهی به‌طرز دردآوری بد است.» قوانین جدید تأثیری بر اعتبارسنجی BYU نگذاشته‌است، زیرا به‌گفتهٔ نایب‌رئیس امور آموزشیِ دانشگاه، نهاد اعتبارسنجیِ منتخب این دانشگاه اجازه می‌دهد «کالج‌ها و دانشگاه‌های مذهبی محدودیت‌هایی بر آزادی دانشگاهی اعمال کنند تا زمانی که آن محدودیت‌ها را صادقانه منتشر کنند». AAUP از این‌که این محدودیت‌ها به‌درستی از پیش تبیین نشده انتقاد کرد.

## زندگی دانشجویی

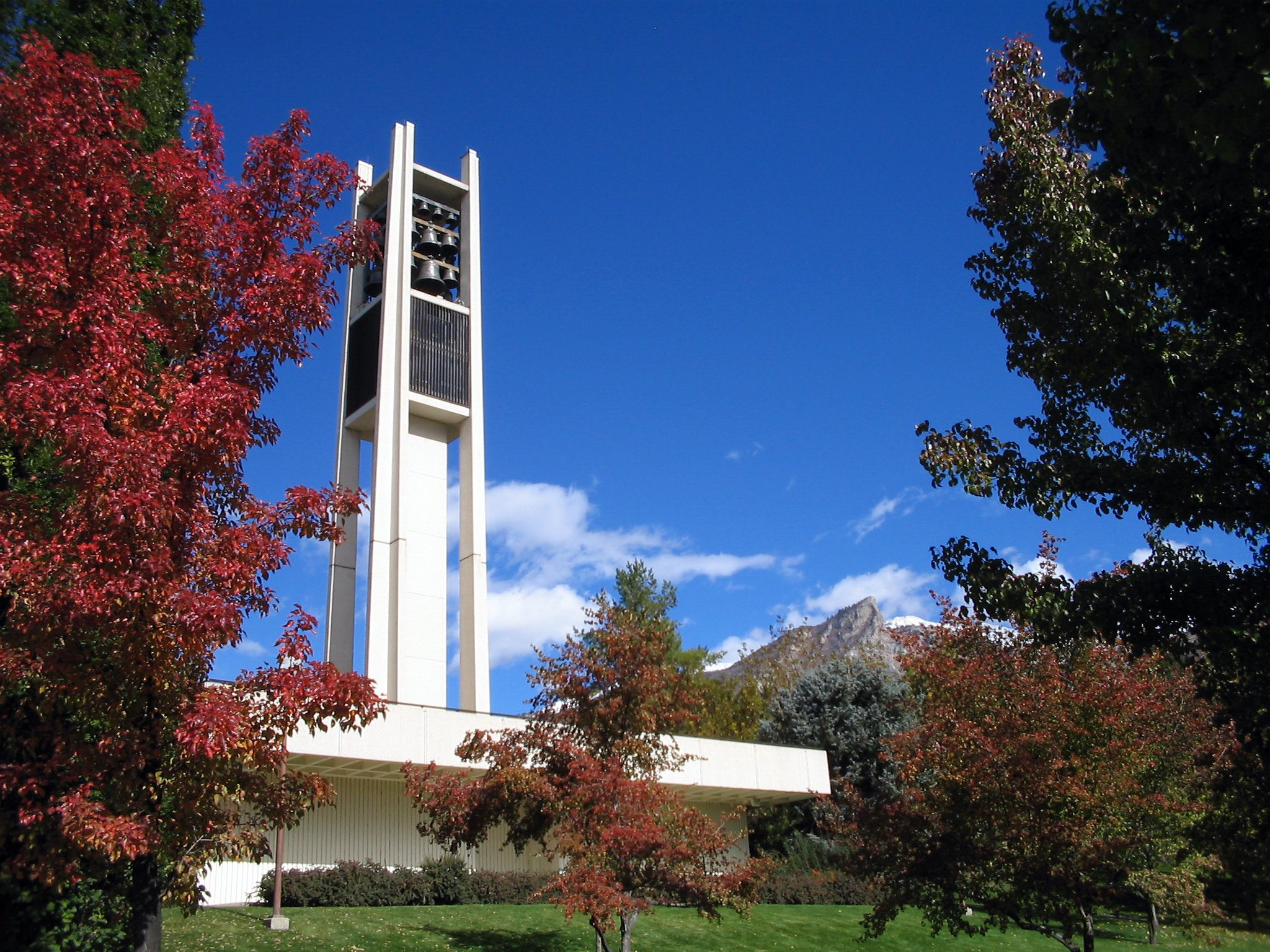
نمایی از ساختمان «کلاریون» که یکی از قدیمی‌ترین بناهای دانشگاه می‌باشد

مأموریت ذکرشدهٔ BYU یاری رساندن به افراد در جستجویشان برای کمال و حیات ابدی است.» بدین‌ترتیب، رهبرانِ «بی وای یو» آن را در ابتدا نهادی مذهبی می‌دانند که در آن، آموزش مذهبی و سکولار به‌شیوه‌ای درهم آمیخته‌است که در هر دو بالاترین استانداردها را دارد. این درهم‌آمیختگی جنبه‌های سکولار و مذهبیِ دانشگاه مذهبی به خود بریگم یانگ برمی‌گردد که وقتی کلیسا این دانشگاه را خرید، به کارل جی مزر گفت: «من می‌خواهم شما به یاد بیاورید که فقط نباید الفبا یا جدول‌ضرب را بدون روح خدا یاد بدهید.» برخی قدیسان آخرالزمان و برخی رهبران کلیسا و دانشگاه آن را «دانشگاه خداوند» دانسته‌اند. این عبارت در اشاره به مأموریت دانشگاه در جهان به‌عنوان یک «سفیر» کلیسای قدیسان آخرالزمان و بنابراین برای مسیح استفاده شده‌است. در گذشته برخی دانشجویان و استادان با این عنوان مخالفت کرده‌اند چرا که معتقد بودند به این معناست که مسئولین دانشگاه مورد الهامات الهی هستند و نمی‌شود با آن‌ها مخالفت کرد. در مقابل مسئولین گفته‌اند این لقب بیشتر بیانگر هدفی است که دانشگاه برای آن تلاش می‌کند نه وضعیت فعلی آن. رهبران استادان و دانشجویان را تشویق می‌کنند این هدف را با پیروی از تعالیم دین شان، تبعیت از میثاق افتخار دانشگاه و در اختیار دیگران گذاشتن دانشی که در حین تحصیل در آن به دست می‌آورند؛ برآورده سازند.
بی وای یو دانشجویان عضوی کلیسای کلیسای عیسی مسیح قدیسان آخر زمان آن از نظر مذهبی فعال باشند. همه دانشجویان چه عضو کلیسای عیسی مسیح قدیسان آخر زمان و چه غیر عضو آن باید به همراه تقاضای پذیرش خود از یک رهبر اسقفی یک تاییدیه به همراه بیاورند. بیش از ۹۰۰ اتاق در پردیس بی وای یو به منظور اجتماعات کلیسای عیسی مسیح قدیسان آخر زمان مورد استفاده قرار می‌گیرند. بیش از ۱۵۰ گروه هر یکشنبه در پردیس بی وای یو مراسم برگزار می‌کنند. «پردیس بی وای یو با بیش از ۲۴٬۰۰۰ نفر شرکت کننده در مراسم خدمت کلیسا در پردیس، یکی از شلوغ‌ترین و بزرگترین مراکز عبادت در جهان است.»

## روابط با ایران
در سال ۱۹۳۹، رضاشاه پهلوی از آمریکا درخواست فرستادن متخصصین کشاورزی به ایران نمود. فرانکلین هریس، استاد و رئیس دانشگاه بریگم یانگ، در پاسخ به درخواست وی به ایران آمد.

### دانشگاه BYU یوتا و اعزام کارشناسان آموزشی به ویژه آموزش عشایر به ایران
دو ماه پس از اینکه در ماه ژوئن ۱۹۵۰ (سال ۱۳۲۹شمسی) هری ترومن رئیس‌جمهور آمریکا قانون «اقدامات برای توسعه جهانی» را امضا کرد، دکتر فرانکلین هریس عازم مذاکره برای یک توافقنامه جهت ارائه کمک‌های فنی به دولت ایران شد. در ماه اکتبر همان سال، سفیر آمریکا آقای هنری گریدن و علی رزم آرا نخست وزیر ایران «برنامه همکاری‌های فنی برای توسعه روستایی» را امضا کردند. این برنامه اولین توافقنامه بین‌المللی اصل چهار بود.
پس از امضای این توافقنامه، دولت آمریکا از دانشگاه بریگم یانگ BYU-Brigham Young University در شهر «پراوو» ایالت یوتا برای مشارکت در برنامه اصل چهار در ایران دعوت کرد. برنامه اصل چهار ابتدا تحت مدیریت آقای فرانکلین هریس بود که قبلاً به مدت ۲۴ سال به عنوان رئیس دانشگاه BYU خدمت کرده بود. دولت آمریکا نقش این دانشگاه و کالج کشاورزی دانشگاه ایالتی یوتا را به عنوان برنامه‌ریزی، بکارگیری نیروی انسانی و اجرای برنامه اصل چهار تعیین نمود. دانشگاه BYU چهار گروه کارشناس آموزشی (آموزشگر) را برای کمک به اصلاح ضعف‌های سیستم آموزشی ایران اعزام نمود. گروه اول متشکل از شش آموزشگر در سال ۱۹۵۱ (۱۳۳۰ شمسی) جهت ارتقای آموزش ابتدایی، راه اندازی و تأسیس مدارس عشایری، و نظارت بر برنامه اجرایی اصل چهار اعزام شدند. یکی از اعضای اولین گروه کارشناسان آموزشی آقای «گلن گیگن» بود که به منظور تأسیس مدارس عشایری اعزام شد. در سال ۱۹۵۳ نیز دوازده نفر دیگر برای کمک به توسعه آموزش در مقاطع ثانویه (بالاتر از ابتدایی) در نقاط مختلف ایران اعزام شدند. در پاییز ۱۹۵۷ سومین گروه پرسنل این دانشگاه برای سایر اقدامات فرهنگی و مبحث انرژی وارد ایران شدند. همچنین نهایتاً در سال ۱۹۵۹ گروه چهارم جهت مشاوره در زمینه آموزش عالی اعزام شدند. این گروه‌ها در ایجاد و به روز رسانی برنامه‌های آموزشی بسیار موفق بودند.